# Fat Juicy & Wet
«Fat Juicy & Wet» — песня американской рэперши Sexyy Red и певца Бруно Марса, вышедшая 24 января 2025 года на лейбле Atlantic Records .
В клипе можно увидеть камео предыдущих коллабораций Марса — Леди Гага и Розэ, которые появились, соответственно, благодаря популярности песен «Die with a Smile» и «Apt.», в которых Марс также участвует.

## Предыстория и композиция
22 января 2025 года Марс поблагодарил своих поклонников за то, что песня «Die with a Smile» (2024) осталась на первом месте в Billboard Hot 100, и объявил, что отправляется в студию звукозаписи, чтобы «сделать гимн стрип-клуба», попросив Sexyy Red (её настоящее имя Джанэ Ниера Уэрри) присоединиться. Позже певец рассказал, что «нашёл её», и поделился фрагментом их предстоящей песни. Как и в предыдущем сотрудничестве с Розэ, Марс также опубликовал фотографию, на которой они оба вместе.
«Fat Juicy & Wet» — это «рэп-гимн для вечеринок», в котором Марс и Red флиртуют и флексируют, а последняя возвращается к своим корням, хвастаясь «качеством своих женских частей», смешанным с романтическими стремлениями. Марс отвечает взаимностью на её энергию и признаётся, что не может устоять перед ней. Песня была охарактеризована как кранк, включающая в себя «электрофанк 80-х» и поддержанная «отрывистым, броским инструменталом», который, как отмечалось, является фирменным знаком Бруно Марса, хотя и необычно «откровенным» лирическим предложением по сравнению с его предыдущими проектами.

## Отзывы
Том Брейхан из Stereogum похвалил песню за её композиторское мастерство, продюсирование и использование самоанализа, глуповатой грубости, написав, что «шоковая ценность — это часть веселья». В отличие от него, Альфонс Пьер из Pitchfork негативно отозвался об исполнении концепции трека вместе с его продюсированием.

## Музыкальное видео
Сопровождающее музыкальное видео было выпущено 24 января 2025 года, его снял сам Марс вместе с режиссёром Даниэлем Рамосом. В нём оба артиста на тёмно-красном фоне танцуют в одинаковых брючных костюмах с бутылками шампанского. К ним присоединяются ранее сотрудничавшие с Марсом Леди Гага и Розэ, также одетые в чёрные костюмы, которые появились, соответственно, благодаря популярности дуэтных песен «Die with a Smile» и «Apt.», в которых Марс также участвует.

## Чарты
| Чарт (2025)                            | Высшая позиция |
| -------------------------------------- | -------------- |
| Австралия (ARIA)                       | 73             |
| Австралия (Hip Hop/R&B, ARIA)          | 8              |
| Канада (Billboard Canadian Hot 100)    | 27             |
| Мир (Billboard Global 200)             | 22             |
| Япония (Billboard Japan)               | 3              |
| Новая Зеландия (Recorded Music NZ)     | 31             |
| Швеция (Heatseeker, Sverigetopplistan) | 5              |
| Швейцария (Schweizer Hitparade)        | 85             |
| Великобритания (OCC UK Singles)        | 32             |
| Великобритания (OCC UK Hip Hop/R&B)    | 9              |
| США (Billboard Hot 100)                | 17             |
| США (Billboard Hot R&B/Hip-Hop Songs)  | 4              |
| США (Billboard Pop Airplay)            | 37             |
| США (Billboard Rhythmic)               | 18             |